# Entodon ovicarpus
Entodon ovicarpus är en bladmossart som beskrevs av Hugh Neville Dixon 1937. Entodon ovicarpus ingår i släktet Entodon och familjen Entodontaceae. Inga underarter finns listade i Catalogue of Life.